# Neptosternus kaszabi
Neptosternus kaszabi är en skalbaggsart som beskrevs av Satô 1972. Neptosternus kaszabi ingår i släktet Neptosternus och familjen dykare. Inga underarter finns listade i Catalogue of Life.